# Stanley Spencer
Stanley Spencer, född 30 juni 1891 i Cookham, Berkshire, Storbritannien, död 14 december 1959 i Cliveden, Buckinghamshire, var en brittisk målare och tecknare.
Stanley Spencer var åttonde överlevande barn till musikläraren och kantorn William Spencer och Anna Caroline Slack, och yngre bror till konstnären Gilbert Spencer (1892–1979). Han undervisades i hemmet av sina systrar Annie och Florence och tog tillsammans med sin bror Gilbert teckningslektioner av den lokalt verksamme konstnären Dorothy Bailey. Han gick senare i skola i Maidenhead och från 1907 på Maidenhead Technical Institute. Mellan 1908 och 1912 utbildade han sig på Slade School of Fine Art i London för bland andra Henry Tonks.
I sitt första äktenskap 1925–1935 var han gift med konstnären Hilda Carline (1889–1950) och i sitt andra äktenskap med Patricia Preece.
En stor del av Stanley Spencers efterlämnade handlingar köptes 1973 av Tate Gallery. Annat material finns i Stanley Spencer Gallery i Cookham.

## Offentliga verk i urval
- 16 målningar i Sandhem Memorial Chapel i Burghclere